# Idaea vilaflorensis
Idaea vilaflorensis är en fjärilsart som beskrevs av Hans Rebel 1910. Idaea vilaflorensis ingår i släktet Idaea och familjen mätare. Inga underarter finns listade i Catalogue of Life.